# Sint-Lambertusbron (Wintershoven)

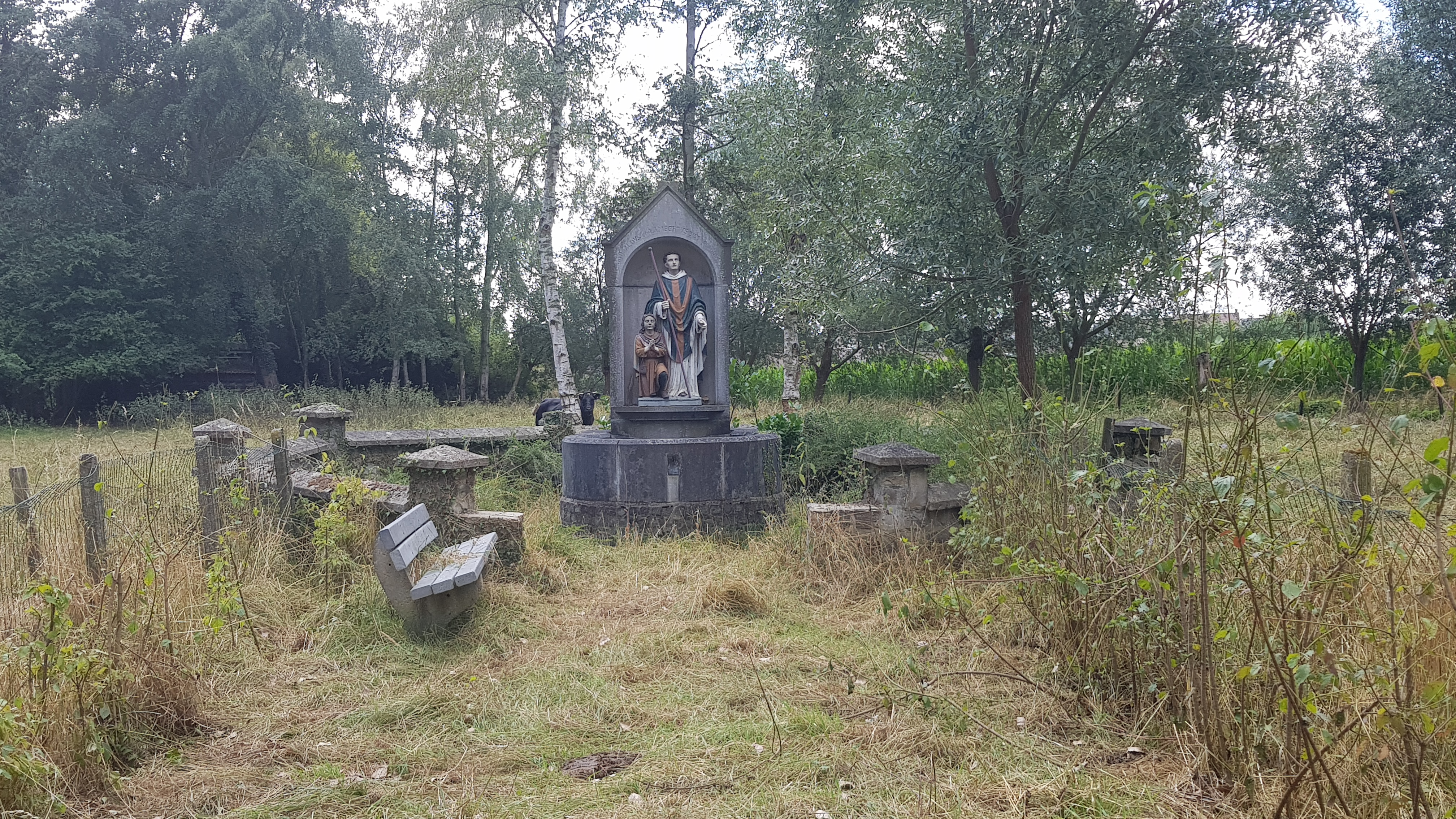
Sint-Lambertusbron

De Sint-Landoaldus- en Lambertusbron, Sint-Lambertusbron of Lambertusbron is een bron in Wintershoven in de gemeente Kortessem in de Belgische provincie Limburg. De bron ligt midden in het veld ten westen van de Bronstraat en ten zuiden van de vroegere dreef naar kasteelhoeve Dessener .
Volgens de vita van de Heiligen van Wintershoven zou predikant-pelgrim Landoaldus hier, na een langdurige periode van droogte (=heidendom), zijn pelgrimsstok in de grond gedrukt hebben waarna er een de bron ontstond (=Christendom). Deze symboliek kadert in de vroeg-middeleeuwse kerstening waarin het bescheiden Wintershoven een voorname rol speelde.
De bron heeft thans de vorm van een waterput. In 1894 werd het bronmonument in arduin opgetrokken met rond de put een rand met een rondboognis met een driehoekig fronton en een bekronend kruis. In de nis is een kleurig beeld in keramiek van Landoaldus en zijn knielend leerling Lambertus. Rond de put en de nis bevindt zich een achthoekig stenen muurtje. Het monument was een ontwerp van kunstenaar Warzee uit Tongeren. Het werd opgericht naar aanleiding van de terugkomst van de relieken van de Heiligen van Wintershoven.

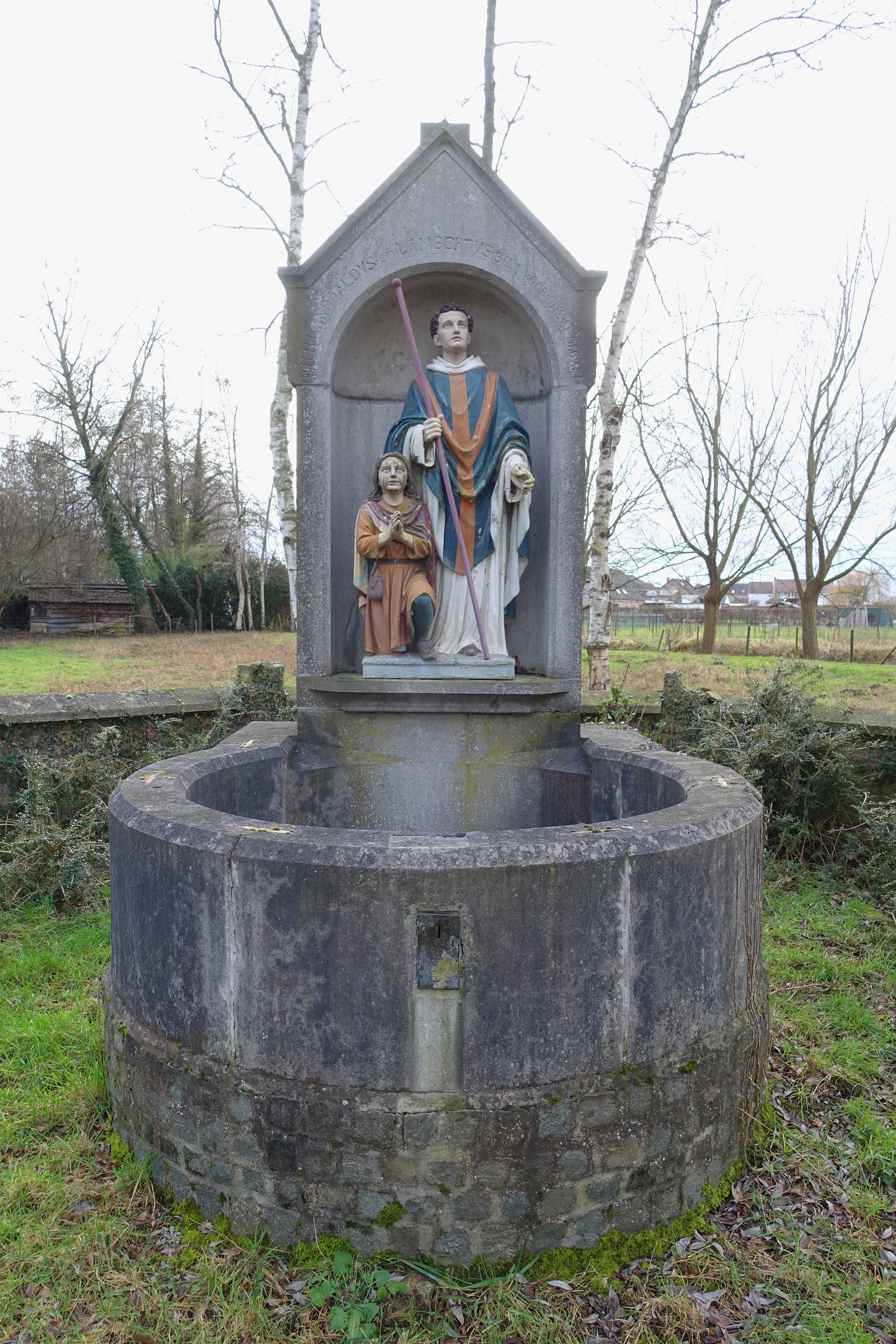
Put met bronmonument uit 1894
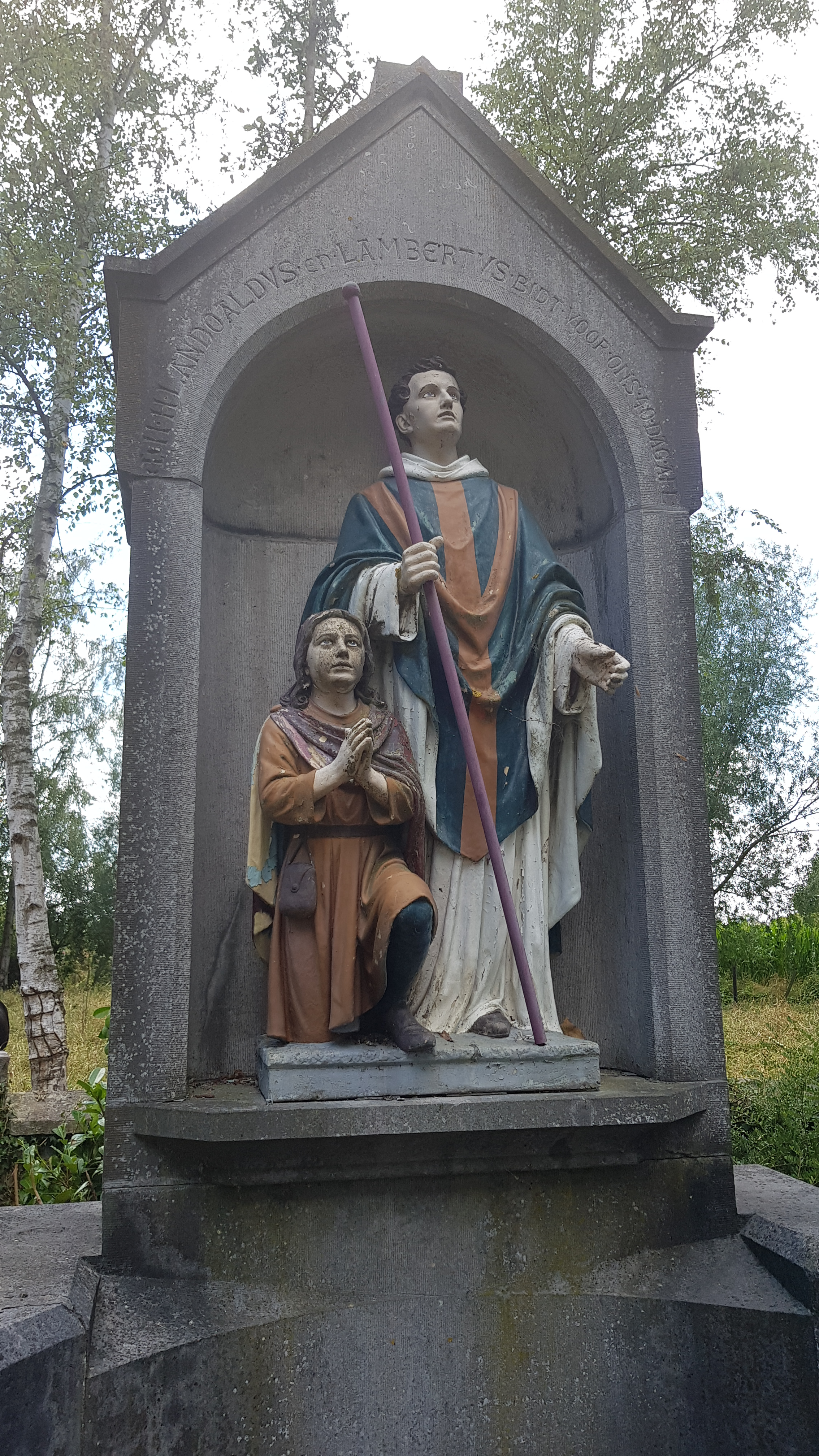
Beeld van Landoaldus en Lambertus
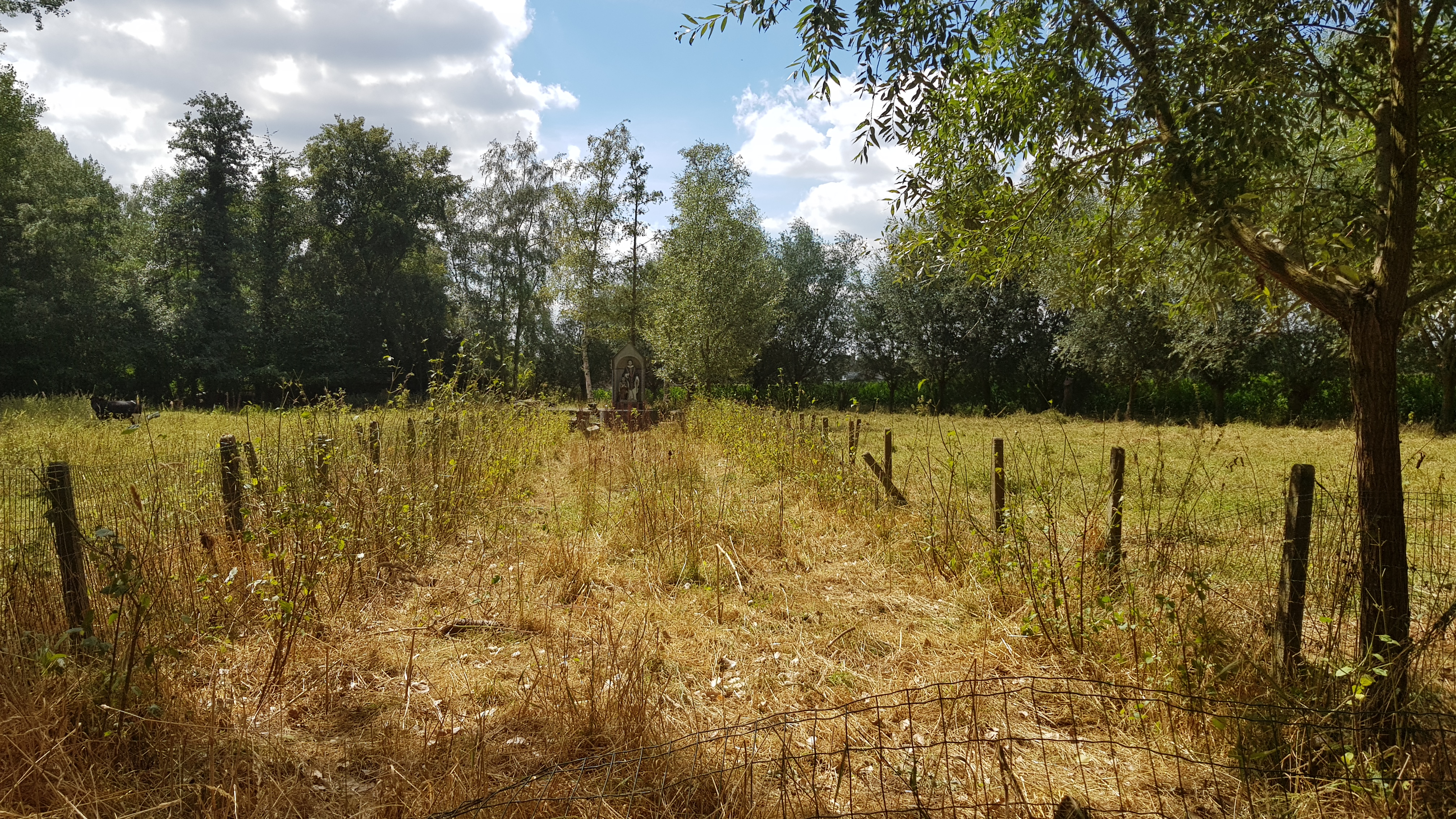
De Lambertusbron in de weide
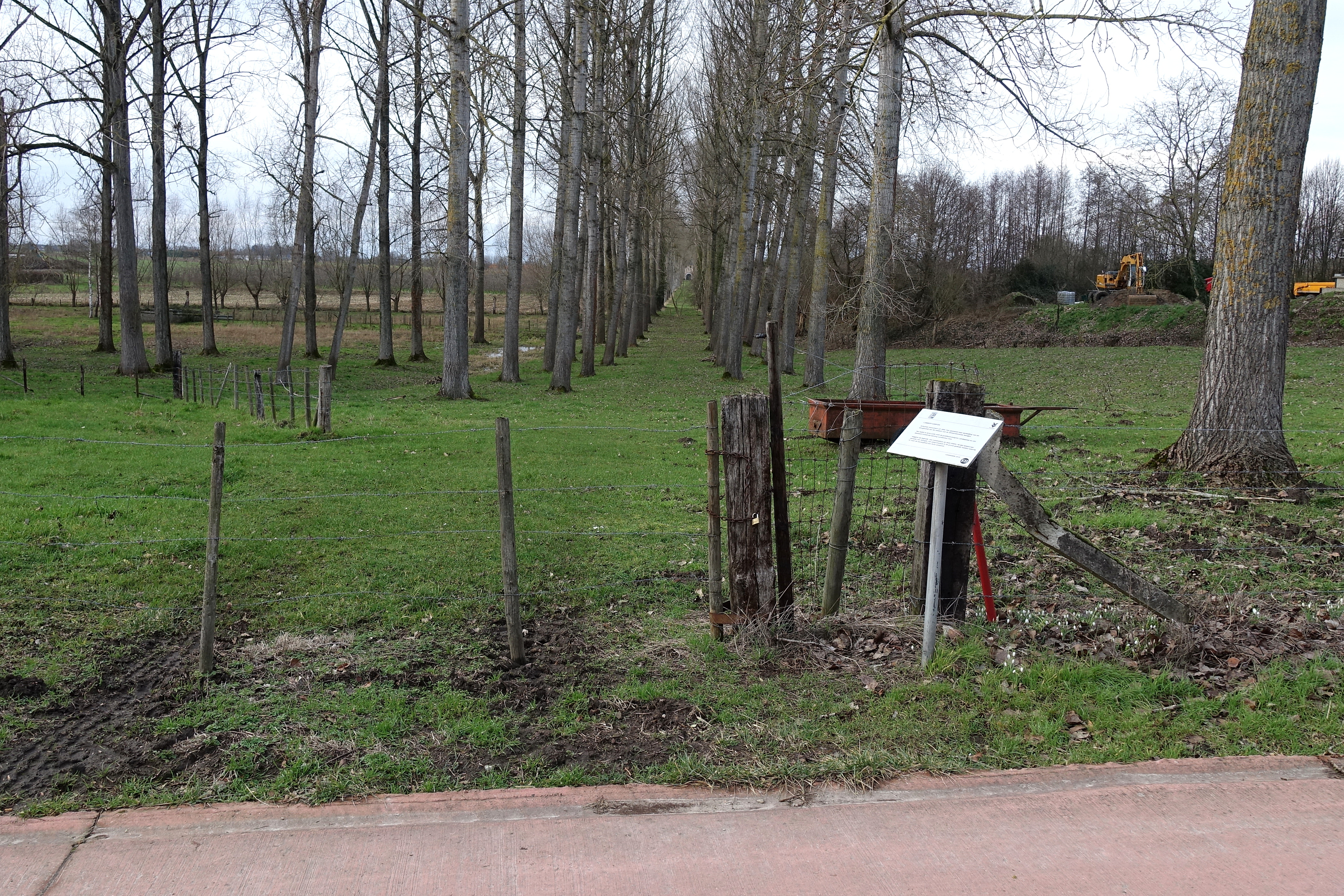
De afgesloten toegangsweg naar de bron: de vroegere dreef naar Kasteel Dessener
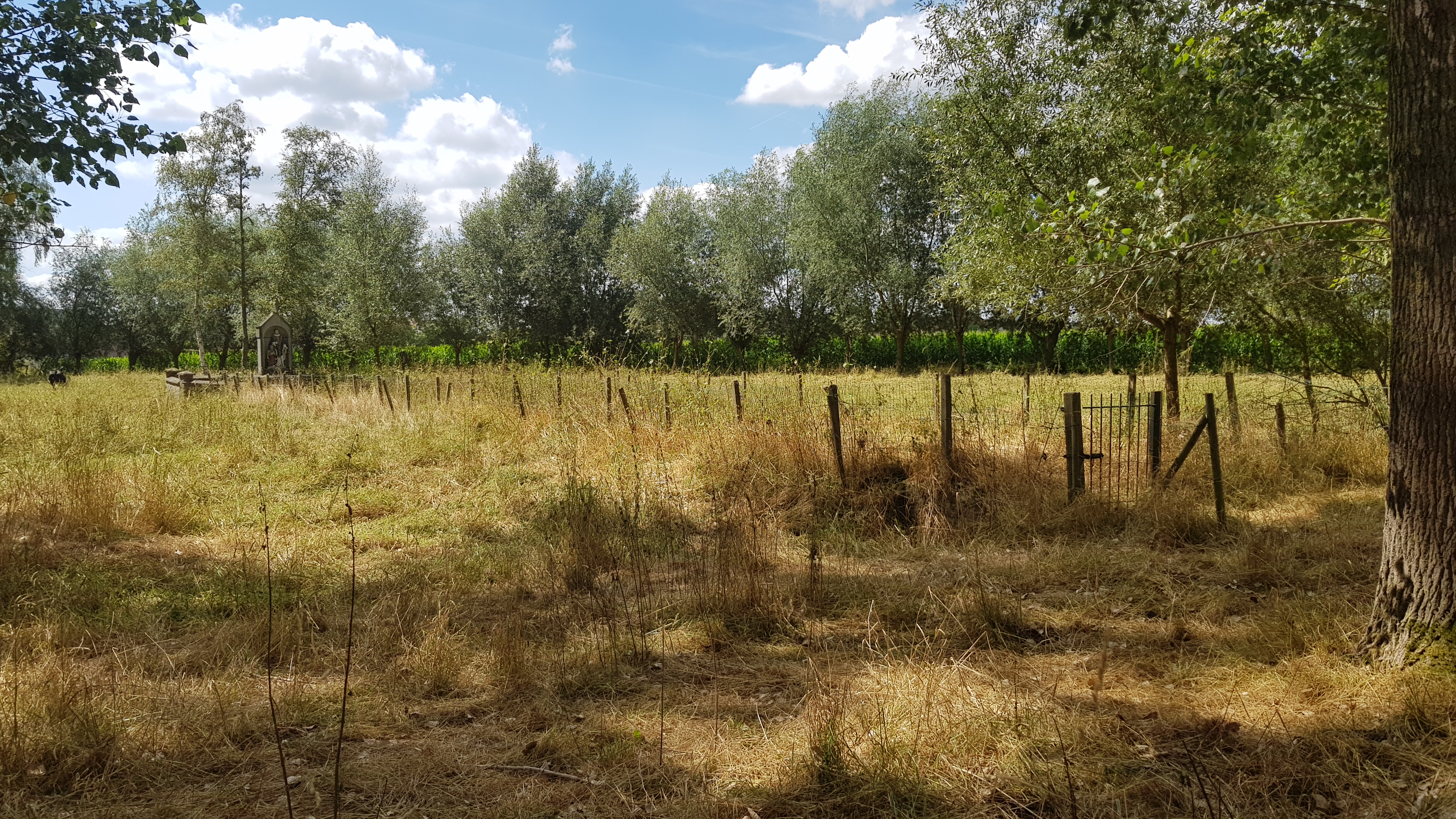